# Съвременник
 Тази статия е за съвременното списание.  За историческото вижте Съвременник (1921 - 1923).  
„Съвременник“ е списание за българска и преводна литература и изкуство. Следи процесите в световната литература и представя извадки на най-интересното и значимото в нея.
Първи главен редактор е Павел Вежинов (1972 – 1983).
Създадено като списание на Съюза на българските писатели за съвременна българска и чужда литература, започва да излиза от януари 1973 г. в 4 броя годишно. Главна задача на списанието е била да запознава читателите с най-новите явления в съвр. световна литература, да стимулира художествените процеси в бълг. литература, да разширява световните хоризонти на бълг. култура. Печатани са романи, повести, разкази, статии и студии на съвр. бълг. литература и на чуждестранни литературоведи, изкуствоведи, естетици.
В рубриката Форум са организирани дискусии по проблеми на литературното и обществено развитие – „Език и литература“, „Развитото социалистическо общество и героят на литературата“, „Жизнена конфликтност и художествено решение“, „Литература и общество“, „Личност, общество, литература“, „Проблеми на превода и преводната литература“. Публикува се също хумор, сатира, пародии карикатури, шаржове.
Отделни броеве са посвещавани на различни обществени и културни събития – на Международните срещи на писателите в София, на 50-годишнината на Октомврийската революция, на научната фантастика.
В рубриката Наука и живот са помествани оригинални и преводни статии по най-актуалните проблеми на философията, логиката, социологията, психологията, медицината, физиката, химията и др. области на съвр. живот и знание, вкл. от именити световни учени като Нилс Бор, Макс Борн, Вернер Хайзенберг, Б. Г. Кузнецов, Азаря Поликаров, Асен Хаджиолов, Р. Грегори, В. Зайцев, И. Кон, Т. Ярошевский, К. Кертиков, Н. Шейков, Ст. Робев, Агоп Мелконян, Г. Василев, П. Райчев, М. Миланов, Йосиф Перец, Светослав Славчев и др.
Списанието е илюстрирано с графични творби от Светлин Русев, Александър Денков, Васил Иванов, Иван Кирков, Тодор Панайотов, М. Недкова, Златка Дъбова, Христо Нейков, Борис Димовски, Дечко Узунов, Ив. Кожухаров, Ив. Димов, Любен Диманов и др.
Преди 10 ноември 1989 г. излиза в 17 500 тираж; през 2004 г. в тираж 2000 бр.
Главен редактор – Владимир Зарев. Излиза 4 пъти годишно от 1971 г. насам. Формат А4, 400-500 страници.
Издател – Медиа ЕООД.